# Kinosternoïdeus
Els kinosternoïdeus (Kinosternoidea) són una superfamília de tortugues aquàtiques, avui en desús, que incloïa dues famílies: Dermatemydidae (tortugues de riu mesoamericanes) i Kinosternidae (tortugues de fang d'Amèrica).
Aquestes són considerades avui dia usualment com famílies independents de les Trionychoidea, moltes de les quals representen molts membres plesiomòrfics, els quals comparteixen molts tractes avançats peculiarment.